# Maria Bosco
Maria Bosco (Segrate, 17 aprile 1993) è un'ex pallanuotista italiana, anche nota per l'attività di divulgatrice scientifica.

## Biografia

### Carriera sportiva
Milanese d'origine, formatasi sportivamente nelle file della Canottieri Milano, tra il 2009 e il 2010 è stata più volta convocata nelle selezioni giovanili della Nazionale italiana, prendendo parte ai relativi collegiali e a tornei di categoria.
Nel 2011 passa al GN Osio, con cui esordisce in Serie A2; un anno dopo, arriva il debutto in massima serie, alla Firenze Waterpolo. Nella prima stagione "élite" mette a segno 8 goal.
Nel successivo triennio milita sempre in A1, nelle file della Prato Waterpolo, con cui totalizza 18 marcature.
A seguito dello scioglimento della squadra di Prato, dopo un'ulteriore breve militanza nella Rari Nantes Bologna, nel 2016 decide di concludere la sua carriera agonistica.

### Altre attività
Laureata in matematica e ingegneria matematica, dal 2024 è redattrice e volto del portale di divulgazione scientifica Geopop.